# Konrad Zöllner von Rothenstein
Konrad Zöllner von Rothenstein (... – 20 agosto 1390) è stato il ventitreesimo Gran maestro dell'Ordine teutonico dal 1382 fino alla sua morte.

## Biografia
La carriera di Zöllner nell'Ordine teutonico ebbe inizio nel 1353 quando divenne Procuratore della Marca Prussiana e poco dopo divenne Komtur di Christburg. Zöllner divenne Komtur di Danzica nel 1368 e Gran Ospitaliere e Komtur di Christburg nel 1372.
Malgrado non avesse legami con personalità importanti nell'ordine e non avesse avuto esperienze di governo, Zöllner venne scelto come Gran Maestro nel 1382 dopo la morte del predecessore, Winrich von Kniprode. La sua prima preoccupazione fu di prendersi cura dei problemi interni dello stato monastico territoriale dell'ordine. Il comando delle armate che dovevano continuare la guerra contro il Granducato di Lituania venne lasciato a Konrad von Wallenrode, che venne nominato Komtur di Königsberg.
Zöllner riformò la divisione amministrativa della regione della Prussia, supportando la colonizzazione delle regioni disabitate e fondando un'università a Kulm. Fu durante il suo regno che la Lituania venne cristianizzata e Jogaila divenne re con il nome di Ladislao II Jagellone. Nel suo ultimo anno di vita, Zöllner tentò di soverchiare l'unione polacco-lituana, causando contrasti tra i due granduchi di Lituania, Vitoldo e Jogaila.
Zöllner morì nel 1390 e venne sepolto nel castello di Marienburg nel mausoleo dei Gran maestri, sotto la cappella di Sant'Anna, presente nel torrione della fortezza.